# Goya, l'hérétique
Pour plus de détails, voir Fiche technique et Distribution.
Goya, l'hérétique (Goya – oder der arge Weg der Erkenntnis) est un film biographique soviéto-yougo-bulgaro-est-allemand réalisé par Konrad Wolf, sorti en 1971.
Il s'agit d'une adaptation du Roman de Goya de Lion Feuchtwanger publié en 1951.

## Synopsis
Le peintre Francisco de Goya atteint la renommée et la prospérité grâce à son talent et à sa force créatrice. Ses commanditaires sont issus des plus grandes maisons de Madrid et c'est ainsi qu'il parvient peu à peu à la cour royale de Charles IV. Attiré par un amour passionné pour la duchesse d'Albe, il déteste en même temps l'aristocratie décadente qu'elle représente. Il croit au roi et à l'Église et jouit de sa position à la cour. Son collaborateur et ami Esteve lui montre les contradictions de ce monde fermé et l'emmène à la rencontre des gens simples du pays. Dans une taverne madrilène, il rencontre la chanteuse Maria Rosario ; plus tard, il doit assister à sa condamnation par l'Inquisition. Il est profondément bouleversé par la chanson que Maria doit interpréter comme preuve de sa culpabilité. Plus il s'imprègne de la vie du peuple et y puise des motifs pour son art, plus sa douleur intérieure s'accroît face à la situation du pays. Sa relation avec la duchesse d'Albe devient autodestructrice et il est victime de surdité. Il tourne le dos à la cour et se rend, complètement sourd, dans son village natal en Aragon, chez sa mère. Avec l'aide de son compagnon Esteve, il retrouve son travail, qui le conduit à un rejet intérieur des valeurs de la société et de l'Église. Il est tourmenté par des démons qu'il reconnaît dans leurs actes et leur influence sociale et qui sont ainsi intégrés dans son œuvre. Il tombe lui-même dans les griffes de l'Inquisition ; le Grand Inquisiteur le conjure de renoncer à ces pensées. Mais Goya est ancré dans la croyance que la misère et l'horreur proviennent des circonstances elles-mêmes, et reste convaincu de la vérité de ses tableaux. Il choisit l'exil.

## Fiche technique
- Titre original : Goya – oder der arge Weg der Erkenntnis ou Goya
- Titre français : Goya, l'hérétique[2],[3] ou Goya ou le difficile chemin du savoir[4] ou Goya[5]
- Réalisateur : Konrad Wolf
- Scénario : Konrad Wolf, Angel Wagenstein d'après Le Roman de Goya de Lion Feuchtwanger
- Photographie : Werner Bergmann (de), Konstantin Ryjov (ru)
- Montage : Alexandra Borovskaïa
- Assistants au réalisateur : Doris Borkmann, Ludmila Galba, Iris Gusner, Jürgen Klauß, Vladimir Sinilo, Vladimir Stepanov, Emilia Souchoroukova
- Musique : Kara Karaev, Faradj Karaev, Paco Ibáñez
- Décors : Valeri Yourkevitch
- Costumes : Joachim Dittrich, Ludmila Schildknecht
- Sociétés de production : Deutsche Film AG (Groupe Babelsberg), Lenfilm, Bosnafilm, Boyana Film
- Pays de production :  Allemagne de l'Est,  Union soviétique,  Yougoslavie,  Bulgarie
- Langue de tournage : allemand
- Format : Couleur Sovcolor - 2,20:1 - Son 6-pistes - 70 mm
- Durée : 134 minutes (2h14)
- Genre : Film biographique
- Dates de sortie :
  - Union soviétique : juillet 1971 (Festival international du film de Moscou 1971)
  - Allemagne de l'Est : 16 septembre 1971
  - Allemagne de l'Ouest : 2 novembre 1973

## Distribution
- Donatas Banionis : Francisco de Goya
- Olivera Katarina : Duchesse d'Albe
- Fred Düren (de) : Agustin Esteve
- Tatiana Lolova (bg) : Reine Marie-Louise
- Rolf Hoppe : Roi Charles IV
- Mieczysław Voit (pl) : le Grand Inquisiteur
- Ernst Busch : Jovellanos
- Mikhaïl Kozakov : Guillemardet
- Gustaw Holoubek : Bermudez
- Wolfgang Kieling : Manuel Godoy
- Lioudmila Tchoursina (ru) : Pepa Tudo
- Irén Sütő (hu) : Dona Lucia
- Arno Wyzniewski (de) : Quintana
- Ariadna Chenguelaïa : Josepha
- Veriko Andjaparidse : la mère de Goya
- Igor Vassiliev (ru) : San Adrian
- Andreï Szalavski (ru) : l'abbé
- Martin Flörchinger (de) : Otero
- Carmela : Maria Rosario
- Igor Dmitriev : Duc d'Albe
- Peter Slabakov (bg) : Gil
- Günter Schubert (de) : Ortiz
- Kurt Radeke (de) : Velasco
- Gerit Kling (de) : Elenita

## Tournage
Tourné en 70 mm, le film a nécessité un an de pré-production. Des moyens importants ont été mis en œuvre, dont 3 000 costumes et des wagons entiers d'accessoires. Le tournage proprement dit s'est déroulé de septembre 1969 à août 1970 en Yougoslavie (entre autres à Dubrovnik), en Bulgarie, en Crimée (Yalta), dans le Caucase et dans l'oblast de Leningrad.
Les acteurs sont de huit nationalités différentes. La plupart joue dans sa propre langue, et le tout est post-synchronisé en deux langues différentes : allemand et russe. La musique est enregistrée à Leningrad et la post-synchronisation est effectuée à Berlin-Johannisthal.
À l'origine, c'est l'allemand Kurt Böwe (de) qui était prévu pour le rôle-titre, mais il a dû renoncer au profit de l'acteur lituanien Donatas Banionis plus connu à l'international. Il a néanmoins pu le doubler dans la post-synchronisation et a hérité du rôle principal dans le film suivant de Konrad Wolf, L'Homme nu sur le stade, qui explore le même thème que celui-ci en le transposant dans une temporalité contemporaine.

## Accueil
D'après Olivier Père, Goya l'hérétique est une biographie filmée et une reconstitution historique qui puise son inspiration du côté de Buñuel et d'Eisenstein. [Le film] n'est pas une croûte, [mais] un vibrant plaidoyer pour l’indépendance artistique, la liberté de créer et de penser.